# Fortunato di Fano
Fortunato (VI secolo – dopo il 596) fu vescovo di Fano, venerato come santo dalla Chiesa cattolica.

## Biografia
Non sono molte le notizie sulla vita e l'episcopato di Fortunato. Storicamente è documentato in una sola occasione, poiché fu destinatario di una lettera di papa Gregorio Magno, nel mese di novembre 596. Fortunato chiede e ottiene dal papa il permesso di vendere oggetti sacri della sua Chiesa per pagare un debito contratto per riscattare dei prigionieri.
Di san Fortunato esiste una Vita scritta da Giovanni, abate di Nonantola, nel XII secolo e pubblicata negli Acta Sanctorum.

## Culto
Secondo la Vita, nel 743 le sue reliquie furono traslate dalla sepoltura originaria, di cui è ignota l'ubicazione, in una chiesa fuori Porta Maggiore a Fano. Nel 1113 furono nuovamente traslate sotto l'altare maggiore della cattedale di Fano. Nel 1791 le sue reliquie furono collocate in un'urna con la scritta: Corpus Sancti Fortunati E.pi.
Il martirologio romano celebra san Fortunato l'8 giugno e lo ricorda con queste parole:
(Martirologio Romano. Riformato a norma dei decreti del Concilio ecumenico Vaticano II e promulgato da papa Giovanni Paolo II, Città del Vaticano, 2004, p. 457)